# M2 Medium Tank
M2 Medium Tank – amerykański czołg średni z okresu przed II wojną światową.

## Historia
Projekt czołgu średniego noszącego oznaczenie T5, powstał w zakładach Rock Island Arsenal w 1938 roku. Jego konstrukcja była zbliżona do czołgu lekkiego M2. Zastosowano też wiele jego podzespołów. Pojazd był uzbrojony w osiem karabinów maszynowych. Sześć z nich było umieszczonych w ruchomych stanowiskach w kadłubie. Ich pole ostrzału pokrywało wszystkie kierunki. Dwa zamocowano nieruchomo w przodzie kadłuba. Czołg był też uzbrojony w armatę kal. 37 mm, umieszczoną w obrotowej wieży. Napęd stanowił silnik Wright Continental o mocy 250 KM. Przeprowadzone próby prototypu wykazały, że zastosowany napęd jest zbyt słaby. Powstał więc nowy pojazd T5 Phase III. Posiadał on silnik gwiazdowy Wright o mocy 350 KM. W czerwcu 1939 roku zakłady otrzymały zamówienie na wyprodukowanie 15 egzemplarzy, a czołg został standaryzowany jako Medium Tank M2.
W 1940 roku powstała zmodyfikowana wersja pojazdu nosząca oznaczenie M2A1. Posiadała ona większą wieżę, pogrubiony pancerz (do 32 mm), szersze gąsienice oraz silnik ze sprężarką o mocy 400 KM. Planowano wprowadzić ten model do produkcji masowej. Miała się ona odbywać w nowych zakładach Chryslera w Detroit. Zawarto kontrakt na 1000 czołgów. Jednocześnie nakazano uzbrojenie pojazdu w działo kal. 75 mm. Umieszczenie go w wieży okazało się niemożliwe. Postanowiono więc umieścić je po prawej stronie kadłuba. Zbudowano tak uzbrojony prototyp T5E2. W sierpniu 1940 roku początkowe zamówienie na M2A1 anulowano. Przystąpiono jednocześnie do prac nad nowym pojazdem - czołgiem średnim M3 Lee. Postanowiono zamówić jedynie 126 egzemplarzy M2A1. Miały być one wykorzystane jedynie do szkolenia. Od listopada 1940 do sierpnia 1941 roku zbudowano 94 pojazdy.

## Służba
Czołgi średnie M2 były wykorzystywane jedynie do szkolenia i treningu załóg.